# 維什瓦納特·普拉塔普·辛格
维什瓦纳特·普拉塔普·辛格（英語：Vishwanath Pratap Singh，1931年6月25日—2008年11月27日）又称维·普·辛格，印度政治家，曾于1989年至1990年间担任印度总理。

## 生平
1931年，辛格出生于北方邦安拉阿巴德的贵族家庭。
1980年，他就任印度北方邦首席部长。
1984年，他就任财政部长，號稱「清廉先生」。
1989年，他就任国防部长、外交部长，在11月的大選，拉吉夫·甘地因為購買瑞典軍火貪污弊案而敗選，沒有任何政黨贏得多數席位，由辛格接任國家陣線政府、非國大黨的总理。
2008年，辛格去世，遺體於恆河河畔的安拉阿巴德火化。